# Gong Dingzi
Gong Dingzi (xinès: (龔鼎孶) (1616 - 1673) polític, funcionari i poeta xinès, que va viure durant els anys de transició de Dinastia Ming a la dinastia Qing.

## Biografia
Gong Dingzi, també conegut com a Cong Dingyu va néixer a el 5 de gener de 1616, durant el regnat de l'emperador Wanli.
Va aprovar l'examen imperial i va ser destinat a la regió de Jiangnan i posteriorment va ser trasl·ladat a Pequín. Les seves crítiques a les polítiques imperials van fer que l'emperador Chongzhen el fes empresonar, fins que el 1644 el van alliberar.
Com a poeta conjuntament amb Qian Qianyi i Wu Weiye va ser conegut com un dels "Tres grans de l'est del Riu Blau".
Va morir l'1 de setembre de 1673 durant el regnat de l'emperador Kangxi.